# Nichols (Karolina Południowa)
Nichols – miasto w Stanach Zjednoczonych, w stanie Karolina Południowa, w hrabstwie Marion.